# Le Vaulmier
Le Vaulmier est une commune française située dans le département du Cantal, en région Auvergne-Rhône-Alpes.

## Géographie

### Communes limitrophes
Les communes limitrophes sont Anglards-de-Salers, Collandres, Le Falgoux, Saint-Bonnet-de-Salers, Saint-Vincent-de-Salers et Trizac.
| Saint-Vincent-de-Salers | Trizac   | Collandres |
| Anglards-de-Salers      | Vaulmier |            |
| Saint-Bonnet-de-Salers  |          | Le Falgoux |

### Géomorphologie
Le territoire de la commune peut se diviser en 4 espaces distincts entre 710 et 1 510 m d'altitude
- Le fond de vallée reposant sur le socle granitique, formé d'une succession d'ombilics et de verrous glaciaires entaillés par le Mars. Les prairies planes occupe une surface réduite.

- Le flanc de vallée d'exposition nord-est. Les pentes sont raides, à mi-pente, les brèches volcaniques forment par endroit des falaises et des chandelles. En partie sommitale des coulées basaltiques accentuent à de nombreux endroit le relief vertical. Cet ubac est occupé majoritairement par de la forêt (hêtraie)

- Le flanc de vallée d'exposition sud-ouest. Bien que symétrique du précédant les prairies sont plus abondantes, les zones non accessibles étant recolonisées par les frênes. Au niveau d'Albos, la cicatrice d'un important glissement de terrain se lit encore dans le paysage.

- Le plateau basaltique en pente douce occupe toute la partie nord-est de la commune. il fait partie de la planèze de Trizac, c'est le domaine des estives et des burons.

### Accès
Le bourg du Vaulmier est situé dans la vallée du Mars. Il est traversé par la D 12 qui dessert aussi les principaux villages. La D 30 traverse également la commune en direction de Trizac en passant par le col d'Aulac.

### Hydrographie

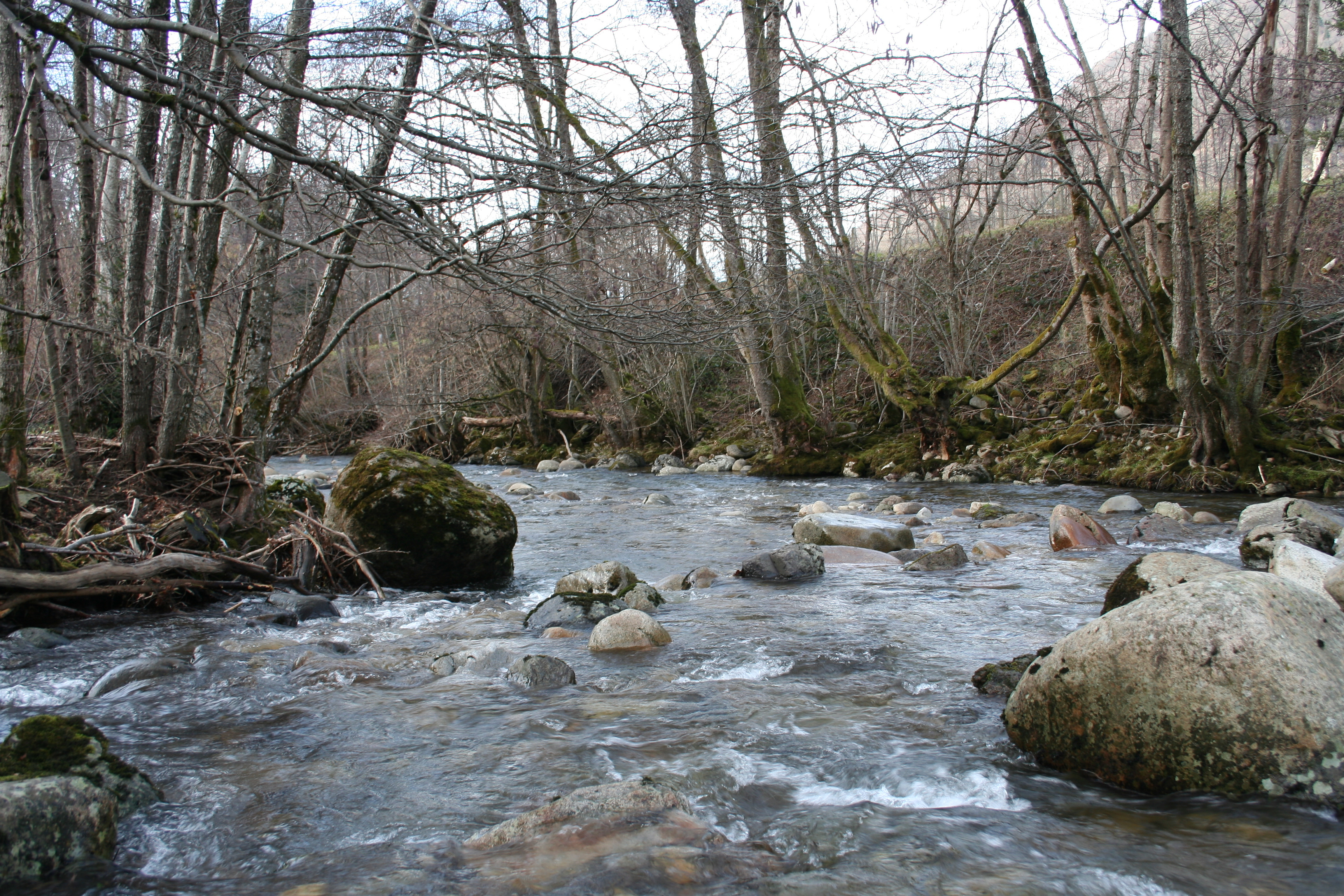
Le Mars près du bourg du Vaulmier.

Le Mars, le Marilhou, le ruisseau des Neuf Fontaines... sont les principaux cours d'eau parcourant la commune.

### Climat
Pour des articles plus généraux, voir Climat d'Auvergne-Rhône-Alpes et Climat du Cantal.
En 2010, le climat de la commune est de type climat de montagne, selon une étude du CNRS s'appuyant sur une série de données couvrant la période 1971-2000. En 2020, Météo-France publie une typologie des climats de la France métropolitaine dans laquelle la commune est exposée à un climat de montagne ou de marges de montagne et est dans la région climatique  Ouest et nord-ouest du Massif Central, caractérisée par une pluviométrie annuelle de 900 à 1 500 mm, maximale en automne et en hiver.
Pour la période 1971-2000, la température annuelle moyenne est de 9,3 °C, avec une amplitude thermique annuelle de 15,1 °C. Le cumul annuel moyen de précipitations est de 1 816 mm, avec 14,6 jours de précipitations en janvier et 8,9 jours en juillet. Pour la période 1991-2020, la température moyenne annuelle observée sur la station météorologique de Météo-France la plus proche, sur la commune du Claux à 11 km à vol d'oiseau, est de 8,4 °C et le cumul annuel moyen de précipitations est de 1 515,7 mm,. Pour l'avenir, les paramètres climatiques de la commune estimés pour 2050 selon différents scénarios d'émission de gaz à effet de serre sont consultables sur un site dédié publié par Météo-France en novembre 2022.

## Urbanisme

### Typologie
Au 1er janvier 2024, Le Vaulmier est catégorisée commune rurale à habitat très dispersé, selon la nouvelle grille communale de densité à 7 niveaux définie par l'Insee en 2022.
Elle est située hors unité urbaine et hors attraction des villes,.

### Occupation des sols
L'occupation des sols de la commune, telle qu'elle ressort de la base de données européenne d’occupation biophysique des sols Corine Land Cover (CLC), est marquée par l'importance des forêts et milieux semi-naturels (75,1 % en 2018), en diminution par rapport à 1990 (77,8 %). La répartition détaillée en 2018 est la suivante : 
forêts (37,7 %), milieux à végétation arbustive et/ou herbacée (37,4 %), prairies (13,9 %), zones agricoles hétérogènes (10,9 %). L'évolution de l’occupation des sols de la commune et de ses infrastructures peut être observée sur les différentes représentations cartographiques du territoire : la carte de Cassini (XVIIIe siècle), la carte d'état-major (1820-1866) et les cartes ou photos aériennes de l'IGN pour la période actuelle (1950 à aujourd'hui).

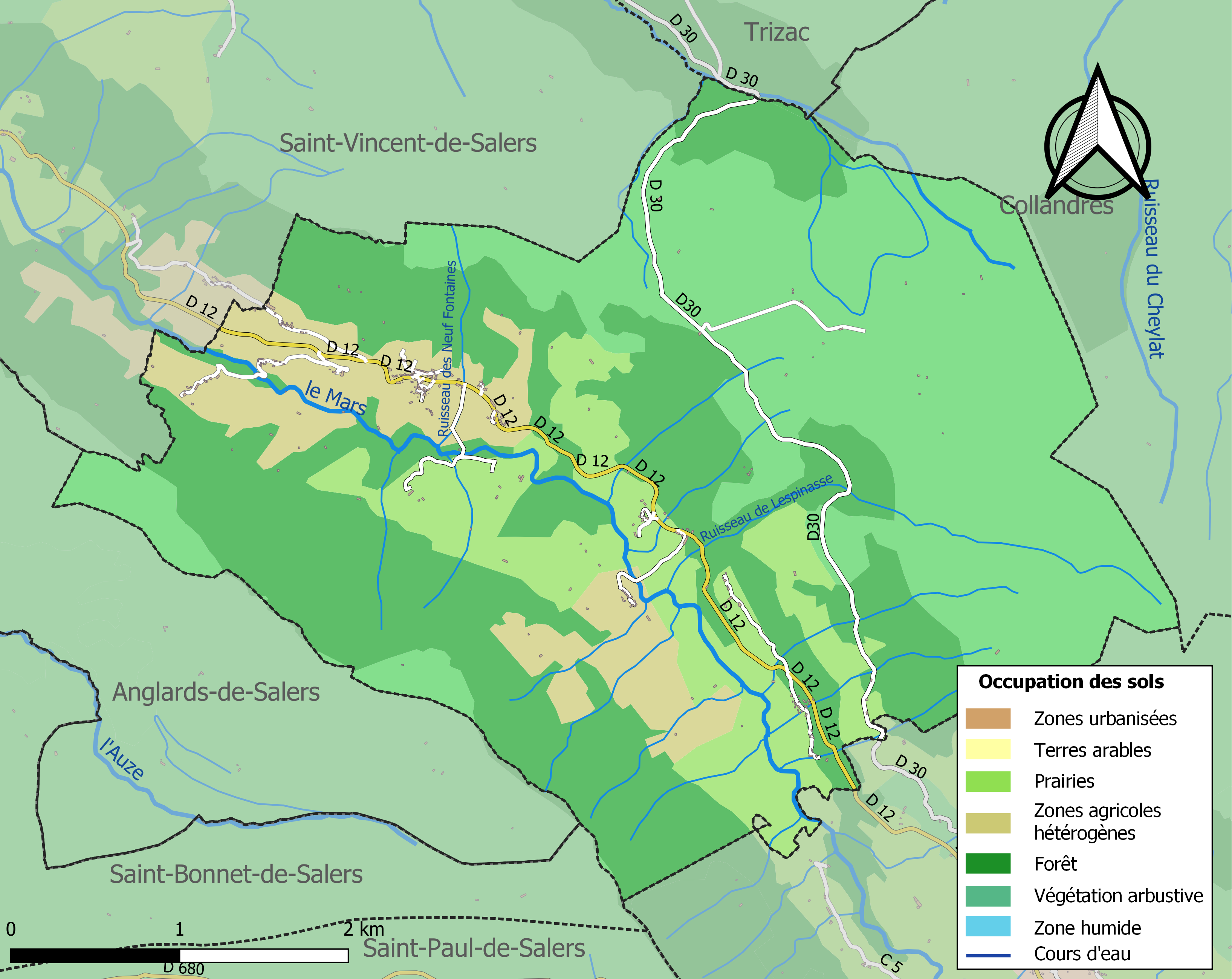
Carte des infrastructures et de l'occupation des sols de la commune en 2018 (CLC).

### Habitat et logement
En 2018, le nombre total de logements dans la commune était de 123, alors qu'il était de 118 en 2013 et de 122 en 2008.
Parmi ces logements, 27,3 % étaient des résidences principales, 68 % des résidences secondaires et 4,7 % des logements vacants. Ces logements étaient pour 98,4 % d'entre eux des maisons individuelles et pour 1,6 % des appartements.
Le tableau ci-dessous présente la typologie des logements au Le Vaulmier en 2018 en comparaison avec celle du Cantal et de la France entière. Une caractéristique marquante du parc de logements est ainsi une proportion de résidences secondaires et logements occasionnels (68 %) supérieure à celle du département (20,4 %) et à celle de la France entière (9,7 %). Concernant le statut d'occupation de ces logements, 90 % des habitants de la commune sont propriétaires de leur logement (75,8 % en 2013), contre 70,4 % pour le Cantal et 57,5 pour la France entière.
| Typologie                                               | Le Vaulmier | Cantal | France entière |
| ------------------------------------------------------- | ----------- | ------ | -------------- |
| Résidences principales (en %)                           | 27,3        | 67,7   | 82,1           |
| Résidences secondaires et logements occasionnels (en %) | 68          | 20,4   | 9,7            |
| Logements vacants (en %)                                | 4,7         | 11,9   | 8,2            |

## Histoire
Depuis le XIIe siècle, les communes du Falgoux, du Vaulmier et de Saint-Vincent-de-Salers faisaient partie de la baronnie des Valmiers, possession des Comptours d'Apchon. Un château (donjon ou maison forte) au Vaulmier est attesté jusqu'à la fin du XVIIe siècle.
En 1839, Le Vaulmier est érigée en commune par démembrement de Saint-Vincent.

## Politique et administration
La commune est administrée par un conseil municipal de 7 membres.
| Période                                  | Période                       | Identité                       | Étiquette | Qualité              |
| ---------------------------------------- | ----------------------------- | ------------------------------ | --------- | -------------------- |
| Les données manquantes sont à compléter. |                               |                                |           |                      |
| 1839                                     | 1840                          | Jean-Baptiste Lafarge († 1844) |           | Notaire              |
| 1841                                     | 1869                          | Antoine Chauvel († 1875)       |           |                      |
| 1870                                     | 1870                          | Firmin Lafarge († 1888)        |           | Notaire              |
| 1871                                     | 1877                          | Antoine Albessard († 1894)     |           |                      |
| 1878                                     | 1887                          | Antoine Lafarge († 1887)       |           | Notaire              |
| 1887                                     | 1898                          | Barthélémy Dupuy († 1917)      |           | Docteur en pharmacie |
| 1899                                     | 1928                          | Firmin Albessard († 1931)      |           |                      |
| 1929                                     | 1934                          | Antoine Lavialle               |           |                      |
| 1935                                     | 1944                          | Antoine Mathieu                |           |                      |
| 1945                                     | 1952                          | Abel Chambon († 1998)          |           |                      |
| 1953                                     | 1970                          | Félix Mathieu († 1972)         |           |                      |
| 1971                                     | 1976                          | Lemmet Géraud († 2017)         |           |                      |
| 1977                                     | 2008                          | Philippe Charpentier († 2012)  |           |                      |
| 2008                                     | 2014                          | Michel Leblanc († 2015)        |           |                      |
| mars 2014                                | En cours (au 27 octobre 2014) | Christian Fournier             | DVD       | Retraité             |

## Démographie
L'évolution du nombre d'habitants est connue à travers les recensements de la population effectués dans la commune depuis 1841. Pour les communes de moins de 10 000 habitants, une enquête de recensement portant sur toute la population est réalisée tous les cinq ans, les populations de référence des années intermédiaires étant quant à elles estimées par interpolation ou extrapolation. Pour la commune, le premier recensement exhaustif entrant dans le cadre du nouveau dispositif a été réalisé en 2005.

En 2022, la commune comptait 61 habitants, en évolution de −12,86 % par rapport à 2016 (Cantal : −1,08 %, France hors Mayotte : +2,11 %).
| 1841 | 1846 | 1851 | 1856 | 1861 | 1866 | 1872 | 1876 | 1881 |
| ---- | ---- | ---- | ---- | ---- | ---- | ---- | ---- | ---- |
| 730  | 641  | 660  | 601  | 587  | 562  | 506  | 526  | 501  |

| 1886 | 1891 | 1896 | 1901 | 1906 | 1911 | 1921 | 1926 | 1931 |
| ---- | ---- | ---- | ---- | ---- | ---- | ---- | ---- | ---- |
| 504  | 502  | 530  | 445  | 509  | 505  | 511  | 506  | 390  |

| 1936 | 1946 | 1954 | 1962 | 1968 | 1975 | 1982 | 1990 | 1999 |
| ---- | ---- | ---- | ---- | ---- | ---- | ---- | ---- | ---- |
| 414  | 409  | 322  | 292  | 209  | 158  | 148  | 114  | 87   |

| 2005 | 2006 | 2010 | 2015 | 2020 | 2022 | - | - | - |
| ---- | ---- | ---- | ---- | ---- | ---- | - | - | - |
| 88   | 87   | 70   | 70   | 60   | 61   | - | - | - |

## Économie

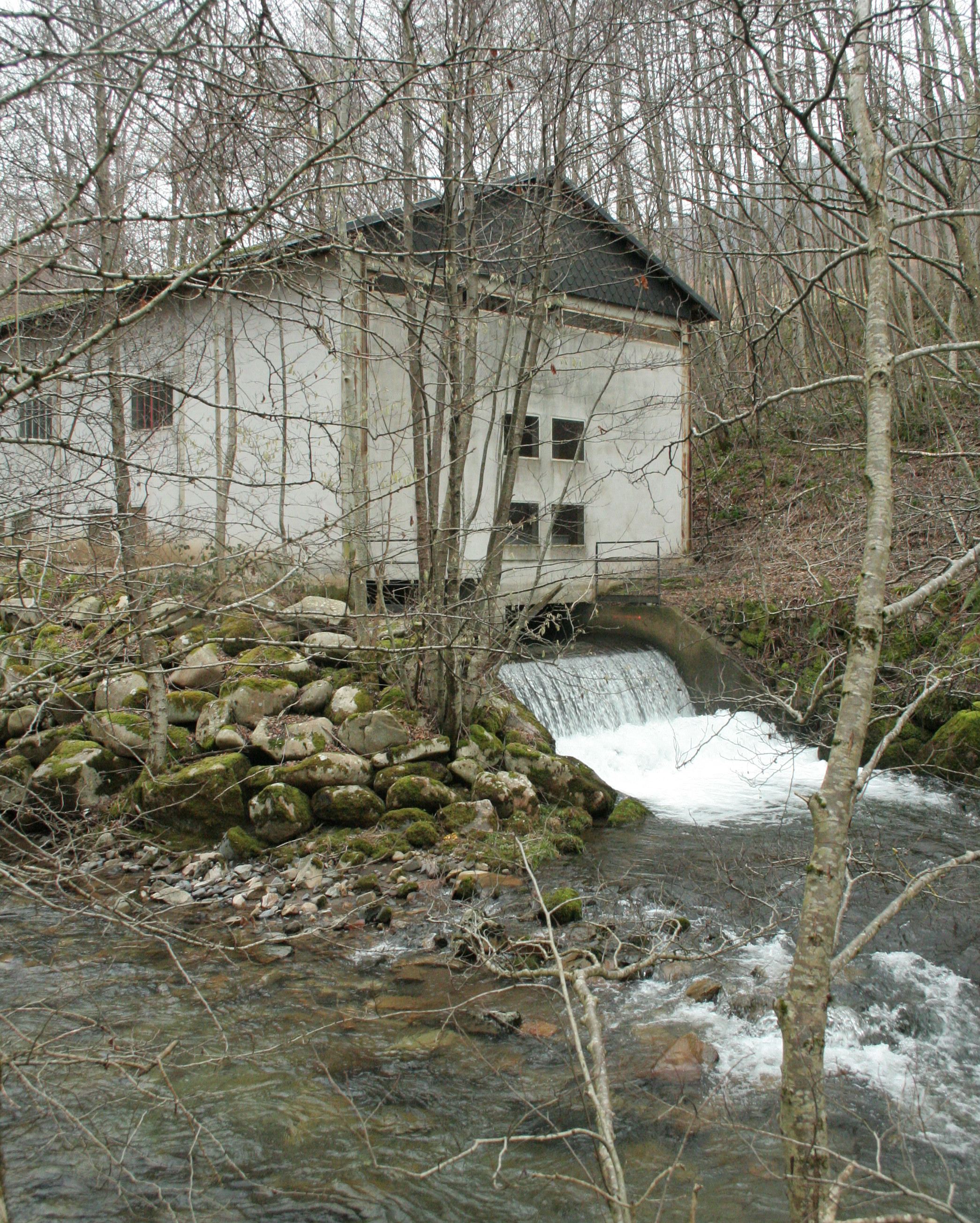
Micro-centrale hydroélectrique du Bois du Cher, sur le Mars.

L'économie est basée principalement sur l'activité agricole, la production d'énergie et le tourisme. En 2023, 8 exploitations agricoles ont leur siège sur la commune. Leur production principale est l'élevage de bovins allaitants. Une exploitation a développé une activité complémentaire de ferme auberge pendant la saison estivale. Une micro-centrale hydraulique produit de l'électricité.
Plusieurs logements sont déclarés en meublés de tourisme et un restaurant d'altitude ouvert d'avril à la Toussaint est situé au col d'Aulac.

## Culture locale et patrimoine

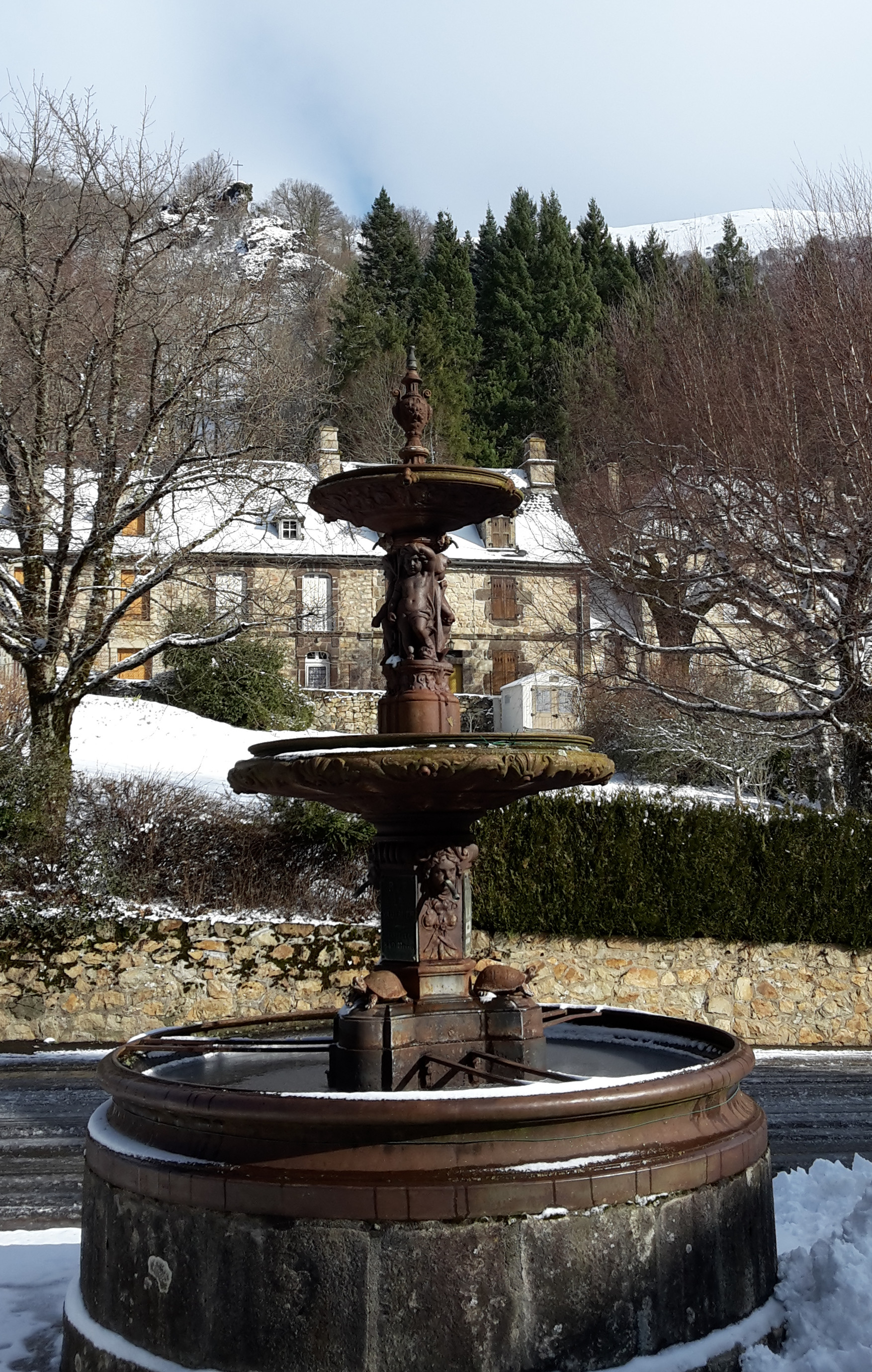
Fontaine érigée en 1894.

### Lieux et monuments
La commune du Vaulmier est composée de :
- Le bourg du Vaulmier
- Espinouze
- Lespinasse
- le Furgoux
- Albos
- le Meynial
- Broussouze
- les Caves
- la Sabie
- la Moréthie
- Malprengère
- la Rochenie haute et basse
- la Saliège
- le Chambon
- Gromont
- Outre

Moulin de la Fanchette : très ancien moulin situé sur le Mars (entre Gromont et Outre), rénové et visitable tous les vendredis de 14 h à 16 h.
 Mini golf communal : mini golf situé au bord du Mars à la sortie du Vaulmier en direction du Falgoux, actuellement non exploité
 Gour noir : bassin naturel sur le Mars anciennement aménagé pour alimenter en eau un moulin actuellement ruiné.
 Ruisseaux et cascades  :
- Le ruisseau de Lespinasse est le " spot " le plus complet en Auvergne pour pratiquer le Canyonisme avec une dizaine de cascades.

- Les autres cascades de la commune : de Furgoux , de la Pissarote ou " Lo Pissarote do Juzole " , d'Estrumeyre , de Lacoste , de Lainette , Lesfarges ...

### Personnalités liées à la commune
- Barthélémy Dupuy, docteur en pharmacie, né en 1838 à Trizac, décédé en 1917 à Puteaux. Il est auteur de nombreuses publications scientifiques et membre de plusieurs sociétés savantes. Il est maire du Vaulmier de 1887 à 1898. En 1894 il fait construire la fontaine du Vaulmier, sur ses propres deniers.
- Giuseppe Tribus (1901-1960), décorateur italien, il se rend pour l'été 1933 au Vaulmier, invité par de riches ferrailleurs parisiens, et convainc le pharmacien de Trizac de décorer un panneau de sa toute nouvelle pharmacie ; panneau toujours intact de nos jours où l'on peut encore lire l'adresse parisienne de l'artiste.
- Antoine Fageol, émigre aux États-Unis où sa descendance se lance dans l'industrie mécanique et fabrique camions, tracteurs agricoles, bus sous leur nom de 1916 à 1938 quand l'entreprise, en faillite, a été démantelée, et l'usine reprise par le fondateur de la marque Peterbilt créée en 1938.